# Đường Nguyễn Thị Minh Khai, Thành phố Hồ Chí Minh

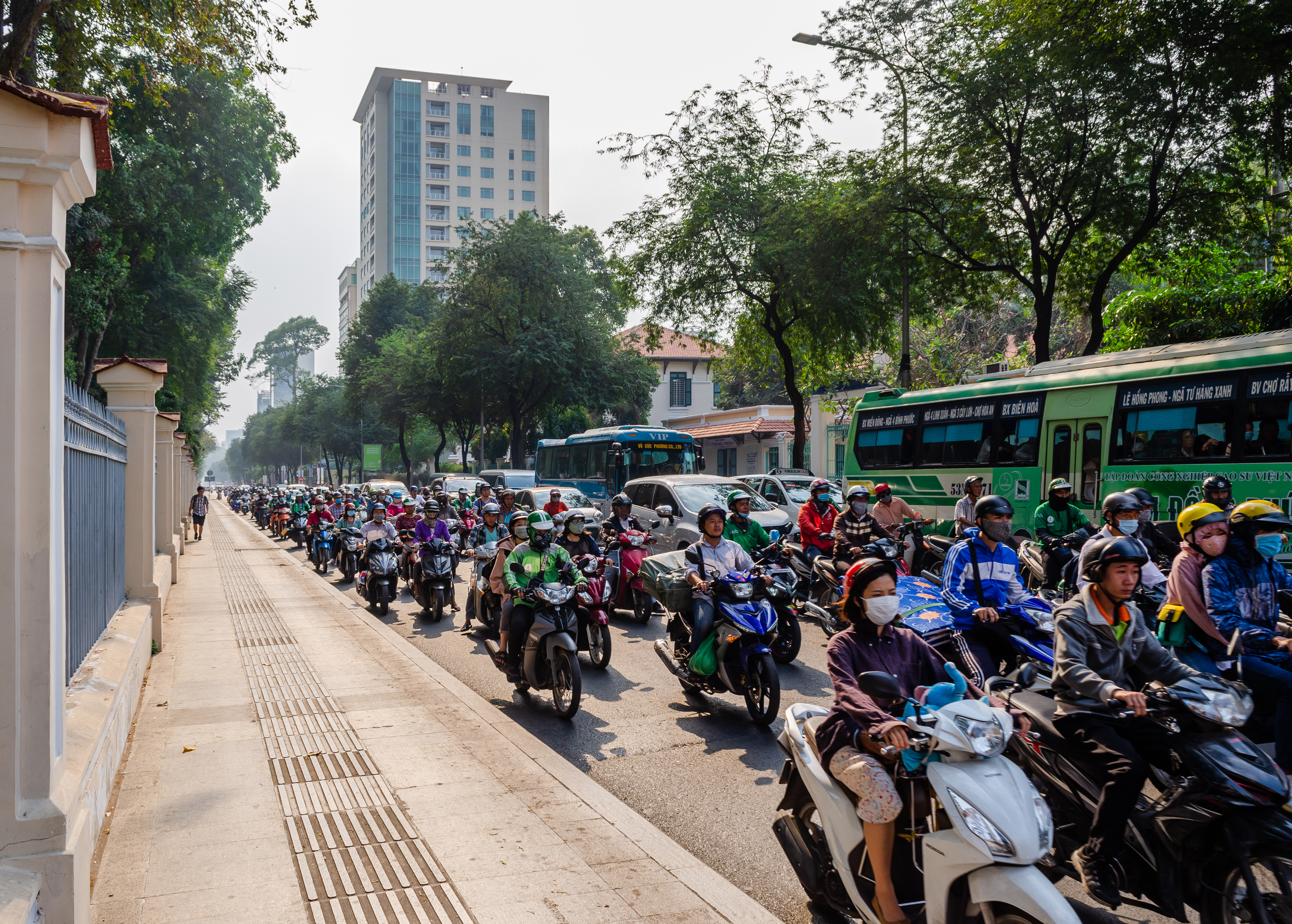
Đường Nguyễn Thị Minh Khai đoạn bên khuôn viên Dinh Độc Lập, đối diện là cổng Trường Trung học phổ thông Lê Quý Đôn vào đầu năm 2020

Đường Nguyễn Thị Minh Khai là một con đường tại trung tâm Thành phố Hồ Chí Minh, đi từ ngã sáu Cộng Hòa đến cầu Thị Nghè.

## Vị trí
Đường Nguyễn Thị Minh Khai dài khoảng 3,9 km, đi qua hai quận trung tâm của thành phố là Quận 1 và Quận 3. Đường bắt đầu từ ngã sáu Cộng Hòa (vòng xoay giao thông nơi giao nhau của 6 tuyến đường: Nguyễn Văn Cừ, Trần Phú, Hùng Vương, Lý Thái Tổ, Nguyễn Thị Minh Khai và Phạm Viết Chánh), cắt qua nhiều tuyến đường như: Nguyễn Thiện Thuật, Cao Thắng, Cống Quỳnh, Lương Hữu Khánh, Nguyễn Thượng Hiền, Tôn Thất Tùng, Cách Mạng Tháng Tám, Bà Huyện Thanh Quan, Trương Định, Huyền Trân Công Chúa, Lê Quý Đôn, Nam Kỳ Khởi Nghĩa, Pasteur, Phạm Ngọc Thạch, Hai Bà Trưng, Phùng Khắc Khoan, Mạc Đĩnh Chi, Đinh Tiên Hoàng, Nguyễn Bỉnh Khiêm và kết thúc tại cầu Thị Nghè. Trong đó, đoạn từ đường Trương Định đến đường Phùng Khắc Khoan là đường một chiều.

## Lịch sử
Theo giáo sư người Pháp André Baudrit, con đường này đã có từ trước khi Pháp chiếm Sài Gòn, đi từ thôn Phú Mỹ (Thị Nghè) xuyên qua thành Phụng vào đến Chợ Lớn. Tuy nhiên, trên bản đồ do Hải quân Pháp vẽ năm 1860 lại không có con đường nào như vậy mà chỉ thể hiện hai đoạn đường ngắn nằm hai bên thành Phụng: một đoạn từ bờ rạch Thị Nghè đến tường thành phía bắc, đoạn thứ hai từ tường thành phía nam đến tường thành Quy cũ.
Cũng theo ông André Baudrit, ban đầu đường được chính quyền đặt tên là route stratégique (có nghĩa là "đường chiến lược") do có vai trò quan trọng. Sau đó, đoạn đường thuộc địa phận thành phố Sài Gòn được đặt thành đường số 25 và đến tháng 2 năm 1865 thì mang tên đại lộ Chasseloup-Laubat (boulevard Chasseloup-Laubat), theo tên của Hầu tước Prosper de Chasseloup-Laubat (1805–1873), Bộ trưởng Hải quân Pháp. Tuy nhiên các bản đồ sau này chỉ ghi là rue Chasseloup-Laubat (tức đường Chasseloup-Laubat) thay vì là "đại lộ" như trước.
Năm 1955, chính quyền Việt Nam Cộng hòa đổi tên đường Chasseloup-Laubat thành đường Hồng Thập Tự, do Hội Hồng Thập Tự và Bộ Y tế khi đó đều đặt trụ sở trên đường này, tại góc phía tây của công viên Tao Đàn (nay là trụ sở Sở Y tế Thành phố Hồ Chí Minh).
Năm 1975, chính quyền Cộng hòa Miền Nam Việt Nam nhập đường Hồng Thập Tự với đường Hùng Vương (phía bên kia cầu Thị Nghè, thuộc địa bàn tỉnh Gia Định) thành đường Xô Viết Nghệ Tĩnh đi từ ngã sáu Cộng Hòa đến kinh Thanh Đa. Tuy nhiên đến năm 1991, Ủy ban nhân dân Thành phố Hồ Chí Minh lại quyết định cắt đoạn đường từ ngã sáu Cộng Hòa đến cầu Thị Nghè (tức đường Hồng Thập Tự cũ) đặt thành đường Nguyễn Thị Minh Khai như hiện nay.